# Quai de la Marine
Le quai de la Marine est une voie publique de L'Île-Saint-Denis.

## Situation et accès
Le quai de la Marine longe la Seine et relie, face à la rive droite du fleuve, le pont de l'île Saint-Denis (rue Méchin) au pont d'Épinay.
En partant de la RN 186, il rencontre entre autres la rue du 8-Mai-1945, la rue René-et-Isa-Lefèvre et la rue Berthelot.
Avec une longueur de 3,2 kilomètres, il s'agit de la plus longue voie de la commune.

## Origine du nom

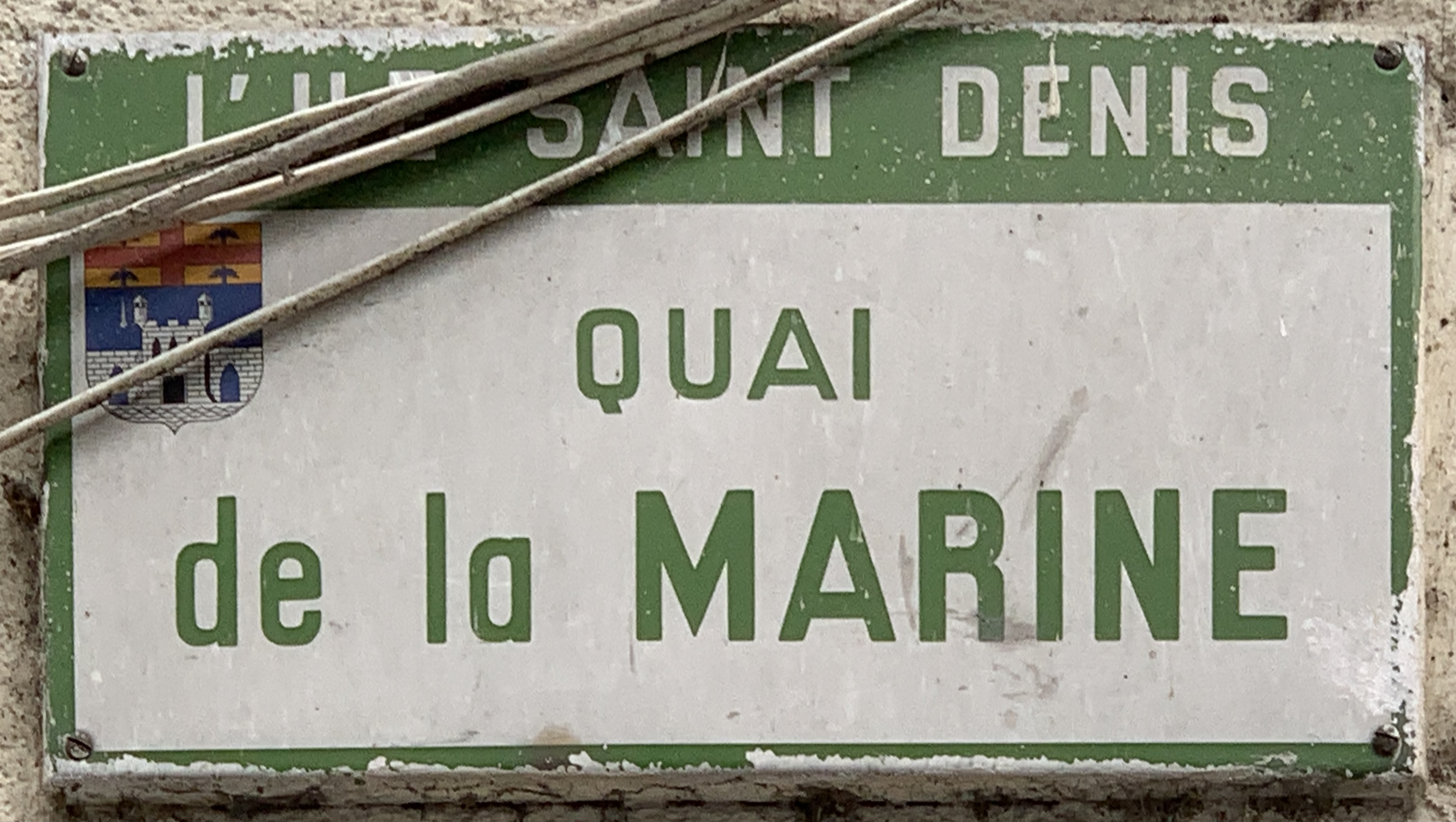
Plaque « quai de la Marine ».

Le quai tient son nom des nombreuses entreprises relatives aux activités fluviales sur la Seine qui s'y trouvaient.

## Historique

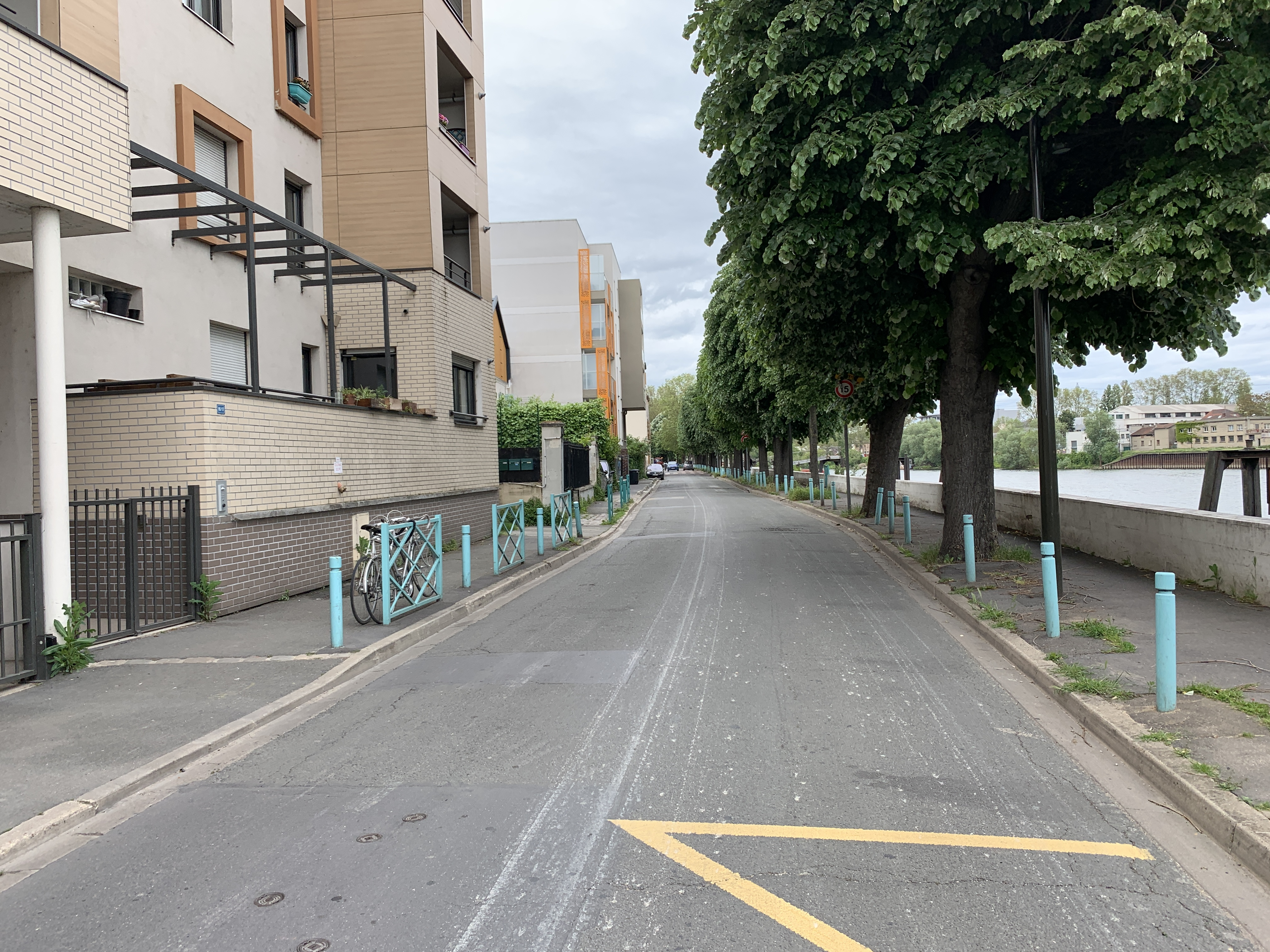
Le quai en mai 2021.

Pendant le siège de Paris en 1870, des barricades sont élevées dans cette voie contre les Prussiens.
En 2007, elle a été transférée du domaine départemental au domaine communal.

## Bâtiments remarquables et lieux de mémoire

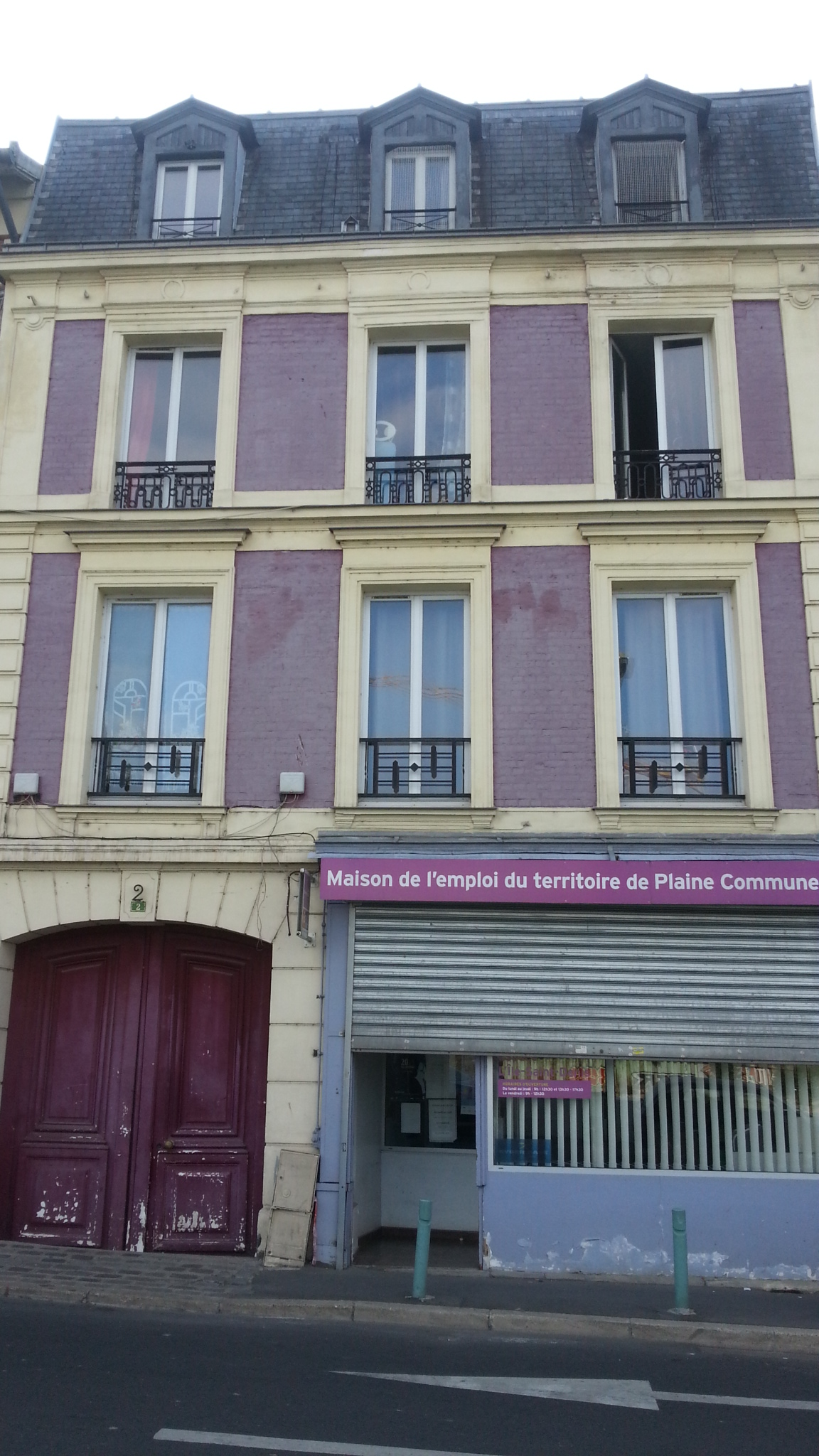
Maison de Ravachol.

- no 2 : L'ouvrier anarchiste François Claudius Koënigstein dit Ravachol y a habité[3],[4].
- Parc départemental de l'Île-Saint-Denis[5].
- Le cimetière communal de L'Île-Saint-Denis, situé sur le quai, a servi de lieu de tournage en 1962 au film Arsène Lupin contre Arsène Lupin d'Édouard Molinaro[6].